# La Chapelle-aux-Lys
La Chapelle-aux-Lys és un municipi francès situat al departament de Vendée i a la regió de País del Loira. L'any 2007 tenia 249 habitants.

## Demografia

### Població
El 2007 la població de fet de La Chapelle-aux-Lys era de 249 persones. Hi havia 106 famílies de les quals 24 eren unipersonals (4 homes vivint sols i 20 dones vivint soles), 37 parelles sense fills, 37 parelles amb fills i 8 famílies monoparentals amb fills.
La població ha evolucionat segons el següent gràfic:
Habitants censats

### Habitatges
El 2007 hi havia 134 habitatges, 108 eren l'habitatge principal de la família, 17 eren segones residències i 9 estaven desocupats. Tots els 134 habitatges eren cases. Dels 108 habitatges principals, 80 estaven ocupats pels seus propietaris, 22 estaven llogats i ocupats pels llogaters i 5 estaven cedits a títol gratuït; 5 tenien dues cambres, 11 en tenien tres, 24 en tenien quatre i 67 en tenien cinc o més. 95 habitatges disposaven pel capbaix d'una plaça de pàrquing. A 56 habitatges hi havia un automòbil i a 43 n'hi havia dos o més.

### Piràmide de població
La piràmide de població per edats i sexe el 2009 era:
| Homes | Edats   | Dones |
| ----- | ------- | ----- |
| 0     | 95 o +  | 0     |
| 0     | 90 a 94 | 0     |
| 4     | 85 a 89 | 0     |
| 0     | 80 a 84 | 4     |
| 0     | 75 a 79 | 8     |
| 8     | 70 a 74 | 4     |
| 16    | 65 a 69 | 4     |
| 0     | 60 a 64 | 20    |
| 24    | 55 a 59 | 20    |
| 4     | 50 a 54 | 16    |
| 4     | 45 a 49 | 8     |
| 12    | 40 a 44 | 8     |
| 8     | 35 a 39 | 4     |
| 12    | 30 a 34 | 12    |
| 16    | 25 a 29 | 8     |
| 20    | 20 a 24 | 4     |
| 4     | 15 a 19 | 16    |
| 4     | 10 a 14 | 8     |
| 4     | 5 a 9   | 12    |
| 4     | 0 a 4   | 0     |

## Economia
El 2007 la població en edat de treballar era de 160 persones, 108 eren actives i 52 eren inactives. De les 108 persones actives 98 estaven ocupades (56 homes i 42 dones) i 10 estaven aturades (4 homes i 6 dones). De les 52 persones inactives 26 estaven jubilades, 14 estaven estudiant i 12 estaven classificades com a «altres inactius».

### Ingressos
El 2009 a La Chapelle-aux-Lys hi havia 100 unitats fiscals que integraven 244 persones, la mediana anual d'ingressos fiscals per persona era de 14.021 €.

### Activitats econòmiques
Dels 8 establiments que hi havia el 2007, 5 eren d'empreses de construcció, 1 d'una empresa d'hostatgeria i restauració i 2 d'empreses de serveis.
Dels 5 establiments de servei als particulars que hi havia el 2009, 2 eren paletes i 3 fusteries.
L'any 2000 a La Chapelle-aux-Lys hi havia 23 explotacions agrícoles que ocupaven un total de 931 hectàrees.

## Poblacions més properes
El següent diagrama mostra les poblacions més properes.